# کویچی هاشیراتانی
کویچی هاشیراتانی (به انگلیسی: Koichi Hashiratani) بازیکن فوتبال اهل ژاپن و عضو تیم ملی فوتبال ژاپن است که در تاریخ ۰۸ فوریه ۱۹۸۱ میلادی اولین بازی ملی‌اش را انجام داد. او در ۲۹ بازی ملی حضور داشت و آخرین بازی ملی خود را در تاریخ ۲۸ سپتامبر ۱۹۸۶ میلادی انجام داد. کویچی هاشیراتانی در بازی‌های ملی‌اش
۳ گل به ثمر رساند.